# Rastlinstvo Alp
Rastlinstvo Alp se nanaša na vse rastlinske vrste, ki se pojavljajo nad gozdno mejo v Alpah. Ker se ta meja regionalno razlikuje, so vključene tudi vrste, ki imajo glavno območje razširjenosti v gorah, vendar že uspevajo v dolini.
Sestava flore se zelo razlikuje glede na geografsko lego in naravnozgodovinske poti priseljevanja; nekatere vrste se pojavljajo samo selektivno. Sestava je odvisna tudi od nadmorske višine, ki je razdeljena na različne ekološke višinske pasove, pogosto z gladkimi prehodi. Pomembno vlogo igrata tudi zgradba in sestava tal: na apnencu in dolomitu prevladuje drugačen kompleks vrst kot na silikatu; kjer se srečata apnenec in silikat, je običajno veliko različnih vrst.
Za tipične cvetoče alpske travnike veljajo rastlinske združbe pašnika (Nardetum) in trate modre vilovine (Seslerio-Semperviretum).
Alpske rastline, ki jih potoki in reke prinesejo na nižje nadmorske višine, so znane kot alpske ščetke.

## Izvor alpske flore
Po umiku prvobitnega morja Tetis pred približno 60 milijoni let je v srednji Evropi prevladovalo vlažno in subtropsko podnebje s srednjo letno temperaturo 22 °C. To je povzročilo vrstno bogato, pretežno zimzeleno vegetacijo s palmami, magnolijami, sekvojami, epifitskimi bromelijami in beloglavimi cipresami. Kasnejše poslabšanje podnebja in dviganje Alp v mladem terciarju sta povzročila izpodrivanje teh tropskih rastlin. V alpskem prostoru pa še vedno najdemo majhne sorodnike takratne vegetacije, kot so snežna vresa, hišni prašek in ogrinjalo. Novoustanovljeno visoko gorovje je bilo nato na tri načine kolonizirano z rastlinskimi vrstami, ki tu prej niso bile:
1. Priseljevanje in prilagajanje nižinskih rastlin iz ravnin severno od Alp (npr. Hieracium)
2. Priseljevanje iz drugih območij z alpskim podnebjem, predvsem iz Srednje Azije (Altaj, Himalaja): Sem sodijo vrste kamnokrečev (Saxifraga), orlic (Aquilegia), vrste primul (Androsace), sleči (Rhododendron), nekatere vrste sviščev, alpski mak (Papaver alpinum).
3. Doseljevanje in prilagajanje sredozemskih rastlin: krokusov (Crocus), narcis (Narcissus), kukavičevk (Orchidee), zvončic (Campanula) in drugih.

Sledeče obdobje ledenih dob je prineslo nadaljnje drastične spremembe: rastline so bile potisnjene iz Alp v nižje nadmorske višine in iz arktično-skandinavskega območja na toplejši jug. Nižinska flora je večinoma izumrla. Alpsko floro je napredujoči led potisnil v vznožje. V skrajnih primerih je bilo območje brez ledu med alpskim in skandinavskim ledenikom le nekaj sto kilometrov, kar je povzročilo intenzivno mešanje flore. Širjenje npr. alpske velese (Dryas octopetala), zelnata vrba (Salix herbacea) in polegla alpska azaleja (Loiseleuria procumbens) zato imenujemo arktično-alpska. Premikanje z glavnega alpskega grebena proti severu in jugu je vplivalo tudi na to, da so zaradi naravnih ovir (Sredozemsko morje na jugu, skandinavski ledeniki na severu) izumrle preostale zaloge subtropskih rastlin (zlasti subtropskih drevesnih vrst).
Na otokih brez ledu, tako imenovanih nunatakih, v alpskem območju (npr. v Ticinskih Alpah, Bergamaških Alpah ali Julijskih Alpah) so nekatere rastlinske vrste lahko preživele hladno obdobje. Ta zatočišča so zato še posebej bogata s starimi rastlinskimi vrstami, katerih izvori segajo v terciar. Terciarni relikti so npr. kamnokreč (Saxifraga arachnoidea) v okolici Gardskega jezera in koroška vulfenija (Wulfenia carinthiaca) na Gartnerkoflu (Krniške skale).
Po poledenitvi se je vegetacija vrnila na prej poledenela območja. Iz tega časa izvirajo veliki gozdni sestoji v Alpah, kjer je bila drevesna meja včasih 300 do 400 metrov višja kot danes.

## Prilagoditev na alpske življenjske razmere
Alpske rastline so se prisiljene prilagajati posebnim življenjskim razmeram v gorskih verigah. Da bi to dosegle, so razvile drugačno vedenje, po katerem se razlikujejo od sorodnih ali celo od iste vrste v nealpskih regijah.

### Vpliv snega v visokogorju
Vegetacijski vzorec v brezgozdnem pasu oblikuje lokalni relief. Trajanje, debelina in gostota snežne odeje so odločilni dejavniki za rast rastlin. Ob snežnih zametih na primer sneg odpihne z grebenov, vendar se zbira v koritih, zato se v koritih in na grebenih naselijo različne združbe.
Pozitivno je, da plast snega deluje kot izolacijska plast, pri čemer nov sneg zaradi večjega deleža zraka bolje izolira kot stisnjen star sneg. Zagotavlja tudi zaščito pred dehidracijo, kar je še posebej nevarno za rastline z zimzelenimi listi, saj potrebujejo vodo za fotosintezo, ki pa jim je zmrznjena prst odreka. Snežna odeja tudi ščiti zelene liste pred močnim sevanjem v gorah, saj odbija svetlobo nazaj od snežnih kristalov. Za rastline je koristna tudi zaščita pred zimskimi nevihtami z ledenimi kristali, ki bi lahko poškodovali rastline.
Negativni učinek je, da zima in sneženje skrajšata vegetacijsko dobo rastlin: rastline so prisiljene v omejenem času cveteti in se razmnoževati ter si ustvarjati zimske rezerve. Poleg tega razmeroma visoka temperatura tal (okoli 0 °C), ki jo povzroča sneg, ohranja rastline aktivne in porabljajo shranjene zaloge sladkorja. Negativen je tudi pritisk snega na rastline in nevarnost, da se rastline zaradi drsenja snega iztrgajo iz talnih sidrišč.
Ta okoljska situacija je privedla do različnih vedenj. Nekatere rastlinske vrste odvržejo liste, spomladi pa so prisiljene razviti nove. Druge obdržijo svoje liste in šele spomladi dodajo nekaj novih, s čimer pospešijo fotosintezo. Nekatere rastlinske vrste spet popolnoma vzklijejo, takoj ko se sneg stopi.

#### Primer slečev
Alpska dlakavi sleč (Rhododendron hirsutum) in rjasti sleč (Rhododendron ferrugineum) sta se prilagodila tem razmeram tako, da zagotavljata polno fotosintetsko zmogljivost pri tretjini maksimalnega svetlobnega obsevanja in dosegata 80 % materialnega prirastka med 5 in 25 °C. Njuna ohlapna oblika rasti nudi malo odpornosti proti vetru in tako ohranja temperaturo v optimalnem območju. Vendar pa obstaja nevarnost dehidracije. V nasprotju z drugimi rastlinami, ki tvorijo goste blazine, kot je polegla alpska azaleja (Loiseleuria procumbens), mora biti zagotovljen dovod vode iz zemlje preko korenin.
Zaščita pred snegom pomaga rastlini pred zmrzovanjem. Na silikatnih območjih prevladuje na primer rjasti sleč, ki je značilen za podrast cemprina (Pinus cembra), kjer se snežna odeja vztraja predolgo (in tudi na območjih, kjer so v starih časih krčili ruševje za pašnike). Temu primerno se apnoljubni dlakavi sleč pojavlja na apnenčastih območjih bodisi v kombinaciji s planinskim borom (Pinus mugo ssp. Mugo) bodisi na dolgotrajno zasneženih območjih. Najdemo ga tudi na meliščih, kjer ima ključno vlogo pri stabilizaciji in nastajanju tal.

### Podnebje in mikroklima
Podnebne razmere so odločilne za to, katere rastlinske vrste prevladujejo v regiji. To še posebej velja za zelo različne razmere v Alpah: na nižjih nadmorskih višinah so temperature in UV-intenzivnost zmernejše kot v visokogorju; na severni in zahodni strani Alp pade več padavin kot v gorskih verigah na jugu in vzhodu; Pobočja, obrnjena proti severu, imajo manjšo osončenost kot tista, obrnjena proti jugu. Te nadregionalne učinke pogosto prekrivajo zelo različna mikroklimatska območja, ki se srečujejo na zelo majhnem prostoru. Na primer, sosednja severna in južna pobočja imajo zaradi različnega sončnega obsevanja pogosto popolnoma drugačno vegetacijo. Na vegetacijo vplivajo tudi različne svetlobne in vetrovne razmere na travnikih, obrobju gozda in v samem gozdu.
Da bi zdržale te razmere, so številne alpske rastline razvile različne obrambne mehanizme:
- Blazinasta ali rozetasta rast (brezstebelna lepnica - Silene acaulis)
- Gosta rast Triglavska neboglasnica (Eritrichium nanum)
- Čokata rast (primule)
- Voskaste obloge (moknati jeglič – Primula farinosa)

Ti mehanizmi služijo predvsem zaščiti pred izsušitvijo, kar je še posebej pomembno pri nivalnem podnebju. Blazinasta rast je izjemna, saj ustvarja lastno mikroklimo. Temperatura na površini se poveča, humus in voda pa sta shranjena v blazinici. Čokata rast na splošno zmanjša udarno površino vetra. Drug prilagoditveni mehanizem je dobro razvit fin koreninski sistem gorskih rastlin. Je do petkrat daljši od dolinskih rastlin. Posledično lahko bolje absorbirajo precej redka hranila. Tudi rast in presnova pri alpskih rastlinah delujeta bolje kot pri dolinskih, saj bolje prenašajo nižje temperature in močna temperaturna nihanja.

### Vodna bilanca
Na splošno velja, da je alpsko območje nadpovprečno vodooskrbljeno vegetacijsko območje. Obstajajo pa osamljene lege, kjer padejo le majhne količine padavin. Poleg tega lahko na zalogo vode negativno vplivajo različni vplivi: Močan veter pospeši izhlapevanje, ruševina in nizkohumusna prst preprečujeta, da bi se voda zadrževala dlje časa. Zato so nekatere vrste razvile tudi liste, ki zadržujejo vodo, kot sta netresk (Sempervivum) in homulica (Sedum).

### Sezona rasti
Zaradi kratke vegetacijske dobe (na nadmorski višini 2000 metrov največ dva meseca in pol, na višini 3000 metrov le nekaj tednov) v Alpah preživijo večinoma le trajnice. Vendar je treba omeniti naslednje izjeme: črnikasta homulica (Sedum atratum), snežni svišč (Gentiana nivalis) in pritlikava smetlika (Euphrasia minima). Tudi nekatere rastlinske vrste, ki so enoletne v ravnini, razvijejo večletne oblike na višjih nadmorskih višinah, kot je enoletna latovka (Poa annua).
Nekatere rastline se pred nevarnostjo zmrzali branijo s kopičenjem ogljikovih hidratov. To jim omogoča, da prezimijo z zelenimi listi in poženejo takoj po taljenju snega. Primeri tega so številne blazinaste trajnice in pritlikave grmovnice. Druge oblikujejo cvetne popke že pozno poleti in zacvetijo takoj, ko skopni sneg. Tipični primeri so pomladanski žafran (Crocus vernus), črni teloh (Helleborus niger) in spomladanski svišč (Gentiana verna).
Med razmnoževanjem so se razvile tudi oblike vedenja, ki varčujejo s časom in energijo. Nekatere vrste se razmnožujejo brez spolnega razmnoževanja in se razmnožujejo preko zaleženih poganjkov, npr. dresen Persicaria vivipara ali po poganjkih.
Kratka vegetacijska doba vpliva tudi na rast lesnatih rastlin. Na izpostavljenih legah nekatere vrste kažejo le minimalno letno rast; denimo debelina letnih obročkov pri rušju ali sibirskem brinu je manjša od 0,5 milimetra.
Drugi primeri zelo počasne rasti: ledeniška zlatica (Ranunculucs glacialis) je najvišje plezajoča rastlina v Alpah. Vendar pa traja nekaj let, da rože zrastejo. Rastoča roža mora dvakrat prezimiti. V prvem poletju se ustvari cvetni brst, ki se popolnoma razvije v drugem poletju in se odpre šele v tretjem letu. To se razlikuje od navadne ripeče zlatice (Ranunculus acris), ki se naseli v dolini. Samo šest mesecev traja celoten razvoj rastline, od kalitve semena preko oblikovanja in razvoja cveta do izločanja semena.
Alpski šaš (Carex curvula) je sestavljen iz tako imenovanih selitvenih gnezd. Ti sistemi poganjkov, dolgi nekaj centimetrov, so stari okoli 15-20 let, njihovi poganjki pa so zamaknjeni drug za drugim. Alpski šaš »maršira« po tleh s hitrostjo rasti približno 0,9 mm na leto. Novi poganjki zrastejo na vrhu, najstarejši pa na koncu odmrejo.

### Splošni pogoji tal
Seveda ima pomembno vlogo tudi prst in njeno splošno stanje. Kakovost tal določata mineralna podtalja in oskrba z organsko snovjo. Obe komponenti sta v gorah podvrženi izjemnim razlikam, saj sile erozije napadejo izpostavljeno skalo: gmote vode, snega in ledu, ki zapuščajo skalo, postanejo krhke. Ogljikova kislina v vodi kemično raztopi apnenec. Led mehansko deluje na skalo. Marsikje v Alpah je malohumusa, veliko pa je grušča (meliščna vegetacija) in kamenja. Glede na to lahko ločimo različne vrste vegetacije:
- Na skalah in balvanih so alge prve pionirske rastline, ki se naselijo, še posebej modrozelene cepljivke. Pogosto dajejo skalam zelen, rjav, rjasto rdeč ali črn odtenek. Alge zbirajo površinsko vodo, ki teče po skalah in se hranijo z minimalnimi količinami izluženih mineralov. Lišaji kmalu najdejo dovolj hranil in napadalnih točk, da prekrijejo skalo. Posebej razširjeni so lišaji Rhizocarpon geographicum na kislih tleh ter usnjati lišaji na apnenčastih (alkalnih) tleh.
- Takoj, ko so prisotni prvi sledovi humusa, se ti naselijo z mahovi. Ti iz kamnine odstranijo nadaljnje minerale, tako da se poveča tvorba humusa. So tudi odlični rezervoarji vode.
- Po teh predhodnih dogodkih se višje rastline, kot so trave in cvetnice, lahko uveljavijo.

### Kemična sestava tal
Kemična sestava tal je v Alpah zelo različna in je odvisna od kamninske podlage: običajno so jasno izražene kisle prsti (npr. na gnajsu) in bazične prsti (npr. na apnencu in dolomitu). Mnoge rastlinske vrste lahko uspevajo samo na eni od teh vrst tal. Pojavljajo se tudi mešane oblike: Clusijev svišč (Gentiana clusii) na apnu tvori tako imenovani vikarni vrstni par s Kochovim sviščem (Gentiana acaulis) na silikatu.
Razlog za takšno prednost je oskrba rastline z minerali. Torej npr. obnavljanje dušika v kislih tleh je veliko nižje kot v apnenčastih tleh. To postane še posebej jasno, če za primerjavo uporabimo floro na skladiščnih površinah za divjad ali na pašnikih goveda. Tam uspevajo rastlinske vrste, ki ne morejo preživeti na slabše pognojenih površinah, kot sta bela čmerika (Veratrum album) in alpska kislica (Rumex alpinus). Te rastline najdemo še desetletja po koncu planšarstva.
Mimogrede, nekatere rastlinske vrste so sposobne izločati odvečno apno, npr. grozdasti kamnokreč (Saxifraga paniculata) ali sinjezeleni kamnokreč (Saxifraga caesia).

### Opraševanje
Rastline, ki so odvisne od opraševanja z žuželkami, so razvile posebne metode za njihovo privabljanje, odvisno od nadmorske višine, na kateri rastejo. Čebele redko najdemo na nadmorski višini nad 1500 metrov; tu imajo pri opraševanju najpomembnejšo vlogo metulji, čmrlji in trepetavke. Da bi pritegnile njihovo pozornost, so alpske rastlinske vrste pogosto razvile posebej pisane, močno dišeče cvetove z visoko proizvodnjo nektarja. Pri barvanju ima pomembno vlogo tudi UV svetloba, ki jo lahko zaznajo številne žuželke. V visokogorju se močno poveča tudi delež vetroprašnih vrst.

## Višinski pasovi vegetacije
Rastlinstvo Alp je razdeljeno na različne višinske pasove, za vsakega pa so značilne določene rastlinske vrste:
1. nižinski pas (planarni) = do ~250, listnati, zlasti hrastov gozd, kulturna krajina
2. kolinski ali gričevnat pas  = od ~250 do ~500 m v Severnih Alpah, do ~700 m v alpskem predgorju, ~900 m v osrednjih in Južnih Alpah; sega od nižin do zgornje meje vinogradništva in vključuje alpske doline
3. Sredogorski pas (predgorje) = do ~1000 m; Gozdna stopnja z bukvami, lipami, hrasti, kostanji
4. Montanski ali zgornjesredogorski pas = do ~1500 m (Severne Alpe do 1400 m, Centralne Alpe do 1500 m, Južne Alpe do 1800 m); Gozdna raven z gorskim gozdom bukve, smreke, jelke, bora
5. Subalpinski ali podvisokogorski pas = do ~2000 m (Severne Alpe do 1900 m, Centralne Alpe do 2400 m, Južne Alpe do 2000 m); gozdna meja, krivljen les in pas alpskih sviščev, macesni, cemprin
6. Alpinski ali visokogorski pas = do ~2500/3200 m (nad gozdno mejo); pritlikavo grmičje in trave, rušje, grmičaste bukve, grmičaste jelše
7. Snežna meja (nivalna višina) = od 2500–3000 m; pionirska trava, mah, lišaji

Višine so povprečne vrednosti, ki so podvržene znatnim lokalnim variacijam glede na

## Alpsko rastlinstvo in ljudje

### Raziskovanje alpske flore
Že Leonardo da Vinci (2. polovica 15. stoletja) je spoznal, da lahko alpsko floro razvrstimo glede na pojavljanje na posameznih višinskih pasovih z značilnimi rastlinskimi vrstami. Francesco Calzolari, ki je okoli leta 1550 dokumentiral vzpon na Monte Baldo, je predstavil prve natančnejše zapise o tem.
Prvo znanstveno ukvarjanje s floro Alp sega v čas züriškega naravoslovca in zdravnika Conrada Gessnerja (2. polovica 16. stoletja). Ko se je leta 1555 povzpel na goro Pilatus, je opisal okoli 40 rastlin, vključno z vrstami svišča, nekaterimi kamnokreči, belo čmeriko in brezstebelno kompravo. Na splošno navaja tudi, da se rastline v gorah razlikujejo od tistih v ravninah po svojem videzu, pri čemer opozarja predvsem na manjše in bolj čokate liste. Iz istega časa je tudi seznam rastlin iz gora okoli Chura Johanna Schmida, ki prvič vsebuje planiko (pod imenom Wullblume).
Istočasno je Charles de l'Écluse deloval v Vzhodnih Alpah, predvsem v Severnih apneniških Alpah. V svoji Historia seltener Pflanzen (Zgodovina redkih rastlin) opisuje številne rastline, kot so: polegla alpska azaleja (Loiseleuria procumbens), Kochoiv svišč, alpska velesa ('Dryas octopetala) in tudi planika. Njegovi poskusi, da bi na domačem vrtu zasadil alpsko cvetje, so doživeli številne neuspehe, zaradi česar je prišel do nekaterih zaključkov o posebnih življenjskih razmerah rastlin. Na Dunaju ustvari prvi Alpinum. Njegovo latinizirano ime Clusius še danes srečamo v znanstvenih imenih nekaterih apnoljubnih rastlin, npr. Clusijev svišč, Clusijev petoprstnik (Potentilla clusiana) ali Clusijeva primula (primula clusiana).
V naslednjih 200 letih zanimanje za alpsko floro upade. Šele švicarski zdravnik in botanik Albrecht von Haller, živeč v Göttingenu, ki je leta 1768 izdal knjigo Historia stirpium Helvetiae o flori Švice, je postavil nov poudarek. Poleg podrobnih opisov rastlin s številnimi ilustracijami prvič primerja višinske pasove Alp z vegetacijskimi pasovi Evrope od severa proti jugu. Po Hallerju so poimenovane tudi nekatere rastline, na primer: dolgocvetni jeglič (primula halleri), jajčasti repuš (phyteuma ovatum) tudi Hallerjev hudičev krempelj ali Hallerjeva velikonočnica (Pulsatilla halleri).
Ob koncu 19. stoletja je kot nadaljnje sledilo pionirsko delo Pflanzenleben der Donauländer (Rastlinstvo podonavskih dežel) Antona Kernerja von Marilauna. V njej je prvič preučena odvisnost vegetacije od podnebja, mikroklime in tal.
Prvo obsežno zbirko alpske flore je naredil Gustav Hegi, čigar knjiga Alpenflora je izšla v prvi izdaji leta 1905. S turističnim razvojem Alp postaja poznavanje alpske flore vse bolj splošno znano. To dokazuje neobvladljivo število poljudnoznanstvenih knjig na to temo.
V zadnjem času se botanično raziskovalno delo preusmerja predvsem na molekularno in genetsko področje. Gre tako za klasifikacijo rastlin kot za raziskovanje genetskih vzrokov za prilagoditev na ekstremne življenjske razmere.
Prvi raziskovalci flore slovenskega visokogorja so bili:
- Giovanni Antonio Scopoli, tirolski zdravnik in naravoslovec (1723- 1788), botanične ekskurzije 1758 – Storžič 1759 – Grintavec, Kalški greben 1762 – južna pobočja Triglava
- Henrik Freyer, slovenski botanik, farmacevt (1802-1866) 1831-1851 – seznam rastlin Mangrta, Triglava
- Baltazar Hacquet, francoski zdravnik, naravoslovec (1739- 1815), našel in opisal triglavski svišč (Gentiana terglouensis) (1782), triglavski dimek (1782)
- Franz Xaver Wulfen, avstrijski botanik, jezuit (1728–1805) 1788 - opisal Zoisovo zvončico, ki jo je našel K. Zois
- Karel Zois, slovenski botanik, nabiralec rastlin, (1756–1799), avtor herbarija, več kot 2000 vrst.
- Franc Hladnik (1773–1844), duhovnik, učitelj in botanik, ustanovitelj botaničnega vrta (leta 1810).
- Tone Wraber (1938–2010), slovenski botanik, fitocenolog

### Vpliv na kulturo in civilizacijo
Ni presenetljivo, da se alpska flora v alpskih državah pogosto odraža v vsakdanjem življenju. V Avstriji na primer na hrbtni strani kovancev za 1, 2 in 5 centov so na primer upodobljene rastline, značilne za Alpe. Tudi poštne znamke odsevajo slike, na primer serija Slovenski svišči (marec 2023).
Mnogi bavarski, avstrijski in švicarski hoteli so poimenovani po Edelweiß ali Alpenrose, v Sloveniji na primer Planika (mlekarna, čevlji,...); ta imena rastlin pogosto najdemo v naslovih filmov in se pojavljajo v pesmih.
Veliko število alpskih rastlinskih vrst je del najrazličnejših zeliščnih likerjev. Iz škrobnatih korenin rumenega svišča (Gentiana lutea) je žganje Encijan.

### Rastline in mitologija
Mnogim alpskim rastlinam so nekoč pripisovali čarobno moč. Nekatere so uporabljali kot tako imenovana profesionalna zelišča. Te rastline so uporabljali proti »priklicanju« (čaranju). V ta namen je bilo izvedeno pranje ali zaplinjevanje. Zelišča so otrokom polagali tudi v zibko ali pa so jih dajali kot krmo živini.
Številna imena rastlin segajo v stara vraževerja in/ali zdravilne lastnosti. Vanež ali gorski česen (Allium victorialis) mora narediti uporabnika neranljivega.
Nekatere rastline naj bi imele tudi učinke privabljanja zla. Spomladanski svišč naj ne bi vzeli v hišo, saj privlači strele. Nasprotno velja za netresk. Posajen na strehah naj bi odganjal strele.